# بني عبد العزيز (إيونان)
بني عبد العزيز هي إحدى مشيخات المملكة المغربية، تتبع جغرافيا لإقليم شفشاون وإداريًا لإيونان. يقدر عدد سكانها بـ 11576 نسمة حسب الإحصاء الرسمي للسكان والسكنى لسنة 2004.